# Mais rápido que a luz
Mais rápido que a luz, também chamado superlumínica (em inglês: faster-than-light, FTL), refere-se à propagação de informação ou matéria mais rapidamente do que a velocidade da luz, seja em comunicações, seja em viagens. Esse conceito é fundamental para a ficção científica, e é também assunto de estudos científicos em andamento. Todavia, com base no conhecimento presente, não se sabe ainda se será possível ir-se mais rápido do que a velocidade da luz, visto que isto violaria os princípios da relatividade restrita.

## Terminologia

### Viagem mais rápida que a luz
No contexto deste artigo, FTL se refere a transmitir informação ou matéria a uma velocidade mais elevada do que "c", uma constante igual à velocidade da luz "no vácuo", 299.792.458 metros por segundo. Isto não é o mesmo que viajar mais rápido que a luz, posto que:
- Alguns processos se propagam mais rápido que "c", mas não podem transportar informação; é o que se denominou "FTL aparente".
- Em viagens lumínicas à velocidade "c/n" quando não num vácuo, mas através de um meio com índice de refração = "n" (ocasionando refração), e em alguns outros materiais, partículas podem viajar mais rápido do que "c/n" (mas ainda assim, mais devagar que "c"), levando à Radiação Cherenkov.

Nenhum desses fenômenos viola a relatividade restrita ou cria problemas com a causalidade, e assim não se qualificam como "FTL" conforme descrito aqui.

## Possibilidade
Viagem ou comunicação mais rápida que a luz é proibida pela teoria da relatividade de Einstein. De acordo com a teoria da relatividade restrita, o que nós medimos como velocidade da luz no vácuo é realmente a constante física fundamental "c". Isto significa que todos os observadores, a despeito de sua velocidade relativa, sempre irão medir partículas de massa zero tais como fótons, viajando em "c" no vácuo. Este resultado implica que as medidas de tempo e velocidade em diferentes sistemas de referências não têm mais a ver com mudanças de constante, mas sim com transformações de Poincaré. Estas transformações têm importantes implicações:
- A matéria se torna mais maciça a medida que acelera, e, na velocidade da luz, um objeto teria massa infinita.
- Acelerar um objeto de massa em repouso não-zero até "c" exigiria tempo infinito com qualquer aceleração finita, ou aceleração infinita por um período finito de tempo.
- Também, tal aceleração requer energia infinita. Portanto, ir além da velocidade da luz num espaço homogêneo exigiria mais do que energia infinita, o que não é uma ideia sensata e/ou possível.
- Observadores em movimento relativo irão discordar sobre qual de dois eventos quaisquer, separados por um intervalo de espaço, ocorre primeiro. Em outras palavras, qualquer viagem mais rápida do que a luz em qualquer referencial de inércia significará voltar para trás no tempo em qualquer outro quadro de referência igualmente válido.

Curiosamente, a teoria da Relatividade admite partículas que se moveriam sempre com velocidade maior que a da luz, os táquions. Estas partículas, caso existam, podem ser usadas para violar a causalidade.